# Чезаре Маестрі

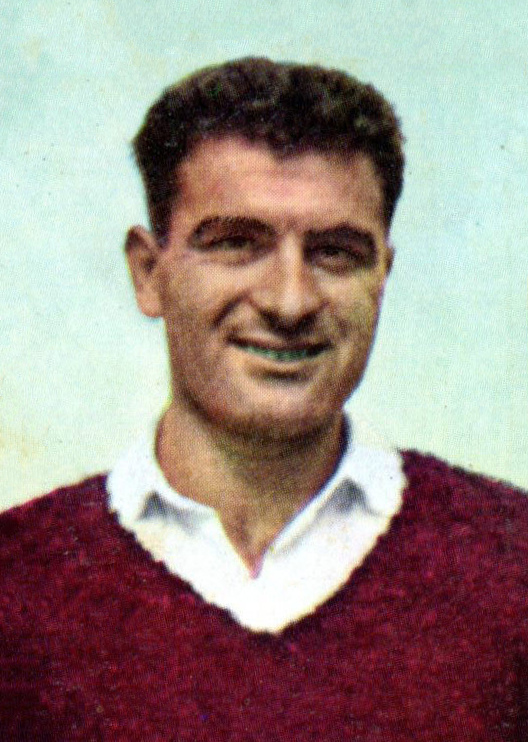
Чезаре Маестрі

Чезаре Маестрі (2 жовтня 1929 — 19 січня 2021) — італійський альпініст і письменник. 
Народився в Тренто італійській провінції Трентіно. Почав займатися альпінізмом в Доломітах, де пройшов багато відомих маршрутів, часто соло і вільним лазінням, а також проклав багато нових маршрутів максимальної категорії складності, за що отримав прізвисько «Павук Доломітів». У 1952 році він отримав кваліфікацію альпійського гіда. Серед видатних соло-проходжень  Чезаре виділяються Solleder на Чіветту, Solda-Conforto на Мармоладу та Південно-західний хребет Маттерхорна взимку.

## Серро-Торре

### Експедиція 1959
У 1959 році Маестрі разом із Сезаріно Фава та австрійським гідом Тоні Іггером  відправився до Патагонії спробувати маршрут по північно-східному хребту ще непідкореної Серро-Торре. Троє альпіністів піднялися по нависаючому внутрішньому куту до Col of Conquest (між вершинами Серро-Торре та Торре-Еггер), після чого Фава повернув назад, а Маестрі та Еггер продовжили сходження. Шість днів потому Фава знайшов Маестрі занесеним снігом обличчям вниз. Вони повернулися до базового табору, де Маестрі стверджував, що вони досягли вершини, але Іггера на спуску накрила лавина. 
Скептицизм відносно ствердження Маестрі щодо сходження в 1959 році почав зростати, коли стало очевидним, наскільки складним є заявлений маршрут навіть з технологіями першого десятиліття наступного століття. До скептиків відносяться такі відомі альпіністи, як Карло Маурі, який не зміг піднятися на вершину в 1958 році і в 1970 році, Рейнгольд Месснер та Ерманно Сальватерра, який захищав Маестрі до успішного власного проходження приблизно того ж маршруту в 2005 році. Критику також висловлював британський альпініст і письменник Кен Вілсон, редактор журналу Mountain. Окрім неможливості сходження з використанням доступних на ті часи льодових інструментів, також зазначається, що детальний і точний опис  маршруту Маестрі до льодовика, на якому Сезаріно Фава повернув назад, обривається, і далі йдуть тільки невиразні описи без жодної можливості однозначно визначити маршрут; шлямбура, крюки, перила та інше спорядження, що використовувала експедиція 1959 року, яке часто зустрічається до цього льодовика, після нього відсутні. Не дивлячись на все це, Маестрі та Фава неухильно дотримувалися своєї версії подій.

### Маршрут Компресор
У 1970 році Маестрі повернувся на Серро-Торре, щоб піднятися новим маршрутом по південно-східній стіні. За два сезони за допомогою бензинового компресора вагою приблизно 135 кг і тисячі метрів перил він забив близько 400 шлямбурів. Маршрут став відомим під назвою Компресор. Назву досі можна побачити на стіні в 100 метрах під вершиною. Друга спроба сходження Маестрі застопорилася в 30 метрах від вершині льодовими бурульками, так званими  "грибами Патагонії", що змінюються кожен рік.
Маршрут Компресор з самого початку викликав неоднозначне ставлення. Ручна пробивка коротких скельних ділянок, на яких не має можливості зробити страховку по-іншому, є загальноприйнятою практикою альпінізму. Однак використання компресора, надмірна кількість шлямбурів та їх розміщення там, де можна зробити іншу страховку, засудили практично всі альпіністи. В журналі Mountain була опублікована стаття під назвою "Серро-Торре: зневаження гори", також Месснера написав есей "Вбивство неможливого".
Перше підтверджене сходження здійснили Казіміро Феррарі, Даніеле Чіаппа, Маріо Конті та Піно Негрі в 1974 році. Вони піднялися на саму вершину, включаючи льодові утворення, що піднімаються над скельною вершиною. 
Вернер Герцог у 1991 році зняв фільм «Крик каменю», де яскраво показав різні сходження Чезаро Маестрі на Серро-Торре. 
16 січня 2012 року альпіністи Хайден Кеннеді та Джейсон Крук здійснили перше «справжнє» сходження на південно-східний хребет Серро-Торре. Під час спуску вони зрізали близько 120 болтів з маршруту Компресор, щоб повернути первозданну складність маршруту. За ствердженням Кеннеді і Крук, сходження яких зайняло 13 годин, вони вирішили зрізати болти оригінальної лінії Маестрі, коли піднялись на вершину, використавши лише 5 болтів. Через кілька днів, 21 січня 2012 року, австрійські альпіністи Девід Лама та Пітер Ортнер здійснили перше вільне сходження тим самим хребтом, довівши, що цю стіну можна пролізти в чистому стилі - без болтів. Лама назвав це сходження найбільшою пригодою свого життя.
У 2015 році Роландо Гаріботті та Келлі Кордес написали статті які засвідчують, що фотографія, яка за словами Маестрі була зроблена на Серро-Торре, насправді знята на Perfil de Indio. 